# Szepessy András
Négyesi Szepessy András (Miskolc, 1875. szeptember 1. – Rarance, Bukovina, 1916. január 11.), császári és királyi kamarás, a Mária Terézia-rend lovagja, királyi ezredbeli őrnagy, nyékládházi földbirtokos.

## Családja és származása

A négyesi Szepessy család címere (a Siebmacher féle könyvből)

A régi nemesi négyesi Szepessy család sarja. Apja négyesi Szepessy András (1835–1890), földbirtokos, anyja okolicsnai Okolicsányi Mária (1839–1884). Az apai nagyszülei négyesi Szepessy József (1802–1856), Borsod vármegye hadi főadószedője, földbirtokos, valamint gencsi és mihályfalvi Gencsy Zsófia (1803–1858) voltak. Az anyai nagyszülei okolicsnai Okolicsányi Gusztáv (1806–1861), szolgabíró, földbirtokos és kesseleőkeöi Majthényi Mária (1809–1858) voltak. Az apai nagybátyja négyesi Szepessy Kálmán (1827–1849), ügyvéd, földbirtokos, 1848-as főhadnagy. Rokona négyesi Szepessy Péter (1819–1872), országgyűlési képviselő, 1848-as honvéd hadnagy, zemplénmegyei szolgabíró, földbirtokos.

## Élete
A katonai pályához mindig kedve és hajlama volt fiatal kora óta; középiskolai tanulmányait Miskolcon végezte a református gimnáziumban és utána a Ludovika Akadémiába kérte fölvételét; Borsod vármegye közönsége 1890-ben a gróf Buttler alapítványi helyre küldte a katonai akadémiára. 1894-ben mint zászlós került ki. A katonai iskolát elvégezvén, katonasága első éveit a miskolci 10-ik honvéd gyalogezrednél töltötte, majd a nagyváradi, jászberényi és legutóbb a budapesti 30. honvéd gyalogezrednél teljesített szolgálatot. 1895-ben hadnagy, 1898-ban főhadnagy, 1908-ban százados, 1915. augusztus 1-én őrnagy lett. 1916-ban a cs. és kir. kamarási címet kapta.
1914 július havában mint százados század parancsnoka szerb harctérre ment. Itt számos ütközetben és szuronyos rohamban vett részt s érdemeinek és intézeteinek megjutalmazásául kapta meg a hadi-diszt menyes katonai érdemkeresztet. Ez a kitüntetés azonban a budapestit Korányi-kánikán érte már, ahová súlyos betegséggel és sebbel küldték a harctérről. Felgyógyulása után mint őrnagy és zászlóaljparancsnok az orosz harctérre lett vezényelve Szurmay altábornagy híres magyar hadseregcsoportjához, a színén a borsodmegyei származású Nagy Pál tábornok által kitűnően vezényelt vitéz 40. honvéd hadosztályhoz. Majd midőn kezdetét vette Bukovinában az oroszok heves újévi támadása, őt csapatával együtt e veszélyes helyre vezényelték és itt a Rarance község előtt lefolytatott, ádáz küzdelem közepette 1916. január 11-én érte a gyilkos golyó, amely nemes életét kioltotta. A Signum Laudist kapta a vitéz őrnagy, amikor már szemeit örök álomra zárta le a halál. Az elhunyt kiváló katonai érdemeiről nagynevű elöljárói: Szurmay Sándor altábornagy, hadseregparancsnok és Nagy Pál tábornok, hadosztályparancsnok a családhoz intézett részvétsoraikban a legnagyobb elismerés hangján emlékeznek meg. Halála után 1918-ban a Mária Terézia-rend lovagi címet adományozta az uralkodó.

## Házassága és leszármazottjai
Feleségül vette csongrádi Baghy Eleonóra (Cibakháza, 1881.május 1.–Budapest, 1921. június 4.) kisasszonyt, akinek a szülei csongrádi Baghy József (1840–1881), földbirtokos, és beszednyei Beszedits Irén (1858–1935) asszony voltak. Szepessy András és Baghy Eleonóra frigyéből született:
- Szepessy Eleonóra (Nagyvárad, 1899. október 3. – Budapest, 1988. szeptember 1.) kisasszonyt,[12][13] Férje: vitéz Vattay Antal Pál 1929-ig Vetter Antal[14][15] (Sopron, 1891. augusztus 13. – Budapest, XI. kerület, 1966. november 2.)[16] altábornagy.
- Szepessy Aranka Irén Mária (Nagyvárad, 1901. október 11.–Miskolc, 1966. november 11.)[17] Férje: dr. négyesi Szepessy Géza (Sóstófalva, 1895. Október 30.– Miskolc, 1969. június 22.), cs. és kir. huszárzászlós, honvédelmi minisztériumi miniszteri tanácsos, országgyűlési képviselő, a Hadisegély Osztály helyettes vezetője, Borsod vármegye főszolgabírája, johannita lovag (1926–tól), földbirtokos.[18]
- Szepessy Rózsika (*Nagyvárad, 1903. április 12.–†?). Férje: vitéz gálocsi Gálocsy Zsigmond (1892–1977), kohómérnök, a budapesti Műegyetem magántanára, a brüsszeli Műegyetem volt professzora.[19][20]
- Szepessy Mária Ilona (*Nagyvárad, 1904. november 3.–†Budapest, 1976. május 5.).[21] Férje: Magasházy Béla (Budapest, 1899. december 6.–†Budapest, 1973. november 14.), okleveles gépészmérnök, az Iparügyi Minisztériumi osztályvezető, magántervező.[22][23][24]